# Дворники
Дво́рники (бел. Дворнікі) — деревня в Бешенковичском районе Витебской области Белоруссии. Входит в состав Улльского сельсовета. Расположена в 28 км от городского посёлка Бешенковичи, в 13 км от железнодорожной станции Ловша, в 65 км от Витебска.

## История
Впервые упоминается в 1905 году как деревня и застенок дворянина Хвастова в составе Улльской волости Лепельского уезда Витебской губернии. В этом же году в деревне открылась церковно-приходская школа, которая в 1917 году была преобразована в трудовую школу первой ступени. С 1924 года в составе БССР.
С 20 августа 1924 года в Улльском сельсовете Улльского района Полоцкого округа. С 8 июля 1931 года в составе Бешенковичского района.
C 3 июля 1941 года по 26 июня 1944 год была оккупирована немецко-фашистскими войсками. Во время войны четверо жителей деревни погибло, один пропал без вести. Девять жителей были расстреляны за партизанскую деятельность.
С 9 сентября 1946 года в Улльском районе, с 17 декабря 1956 обратно в составе Бешенковичского района. С 16 июля 1954 года в составе Фролковичского сельсовета, с 16 сентября 1957 года — в Сокоровском сельсовете. С 8 апреля 2004 года в Улльском сельсовете.

## Памятники
Возле Дворников находится памятник деревне Коренёво, которая в марте 1943 года была сожжена немецкими захватчиками. Погибло 39 жителей, деревня не была восстановлена.